# Амосов, Афанасий Иванович
Афана́сий Ива́нович Амо́сов (1763, Заостровская волость, Архангельская округа, Двинской уезд, Архангелогородская губерния — 1832, Архангельск) — архангельский купец и общественный деятель, известный кораблестроитель, архангельский городской голова в течение трех сроков (1811—1814, 1819—1820, 1823—1826).
Купец 1-й гильдии, потомственный почётный гражданин (1832).

## Биография
Афанасий Амосов родился в Заостровской волости Двинского уезда Архангелогородской губернии в семье крестьянина. В 1878 году записался в архангелогородский посад и купечество 2-й гильдии.
В 1796—1799 годах исполнял обязанности бургомистра Архангельского городового магистрата, в 1805—1806 годах был гласным от 1-й части городских обывателей в Архангельской городской думе. Также, в 1806 году стал членом учётной конторы, а в 1807 году перешел в купечество 1-й гильдии.
С 1809 года, в период континентальной блокады Великобритании, в Архангельск впервые стали прибывать иностранные корабли. Тогда по просьбе городских властей, Афанасий Амосов, совместно с купцами Василием Алексеевичем Поповым и Вильгельмом Брандтом построил шесть сахарных заводов, потратив до миллиона рублей. Компаньоны стали производить около 120 тысяч пудов сахара, который продавался в Архангельской и соседних губерниях, на Макарьевской и Ирбитской ярмарках.
В 1811 году Амосов впервые был избран архангельским городским головой, каковую должность занимал в течение трёх сроков (1811—1814, 1819—1820, 1823—1826). Согласно действующему на тот момент Городовому положению от 21 апреля 1785 года, он возглавлял общую городскую думу и её исполнительный орган — шестигласную думу.
Был крупным судопромышленником и кораблестроителем. В 1818 году он купил Крыловскую верфь, перестроил её, расширил и полностью реконструировал. При Амосове на верфи работало до 200—250 крестьян из пригородных деревень, действовали якорный завод и две ветряные мельницы.
В 1819 году, по должности городского головы, встречал императора Александра I, посетившего Архангельск. За хорошее ведение городского хозяйства, по представлению военного губернатора Алексея Федотовича Клокачева, император наградил Амосова бриллиантовым перстнем.
В 1825 году возобновил строительство коммерческих судов. Наибольшую известность имели корабельные мастера Фёдор Резин и Егор Амосов. Однако после смерти Амосова, строительство судов на Быковской верфи прекратилось.
За заслуги перед городом Архангельском в 1832 году был удостоен звания потомственного почётного гражданина.
Афанасий Амосов скончался в 1832 году в Архангельске.

## Семья
- Жена — Наталья Ивановна Ершова (1771 — после 1837), купеческая дочь. В браке родилось восемь детей.
  - Сыновья — Иван, Егор, Григорий, Николай, Александр, Константин. Пятый сын Александр (ум. в 1860 году) — отец известного поэта и публициста Антона Александровича Амосова (1854—1915, литературный псевдоним — Архангельский)[5]
  - Дочери — Ольга, Екатерина

## Награды
- Бриллиантовый перстень от императора и самодержца Всероссийского Александра I — за хорошее ведение городского хозяйства